# Притча о смоковнице и деревьях
Притча о смоковнице и деревьях — одна из притч Иисуса Христа, содержащаяся в Евангелии от Матфея (Мф. 24:32-35), Евангелии от Марка (Мк. 13:28-31) и Евангелии от Луки (Лк. 21:29-33), рассказывающая о Царствии Божием.

## Текст притчи
В Евангелии от Матфея:

От смоковницы возьмите подобие: когда ветви её становятся уже мягки и пускают листья, то знаете, что близко лето; так, когда вы увидите всё сие, знайте, что близко, при дверях. Истинно говорю вам: не прейдет род сей, как всё сие будет; небо и земля прейдут, но слова Мои не прейдут.
— Мф. 24:32-35
В Евангелии от Марка:

От смоковницы возьмите подобие: когда ветви её становятся уже мягки и пускают листья, то знаете, что близко лето. Так и когда вы увидите то сбывающимся, знайте, что близко, при дверях. Истинно говорю вам: не прейдет род сей, как всё это будет. Небо и земля прейдут, но слова Мои не прейдут.
— Мк. 13:28-31
В Евангелии от Луки:

И сказал им притчу: посмотрите на смоковницу и на все деревья: когда они уже распускаются, то, видя это, знаете сами, что уже близко лето. Так, и когда вы увидите то сбывающимся, знайте, что близко Царствие Божие. Истинно говорю вам: не прейдет род сей, как все это будет; небо и земля прейдут, но слова Мои не прейдут.
— Лк. 21:29-33

## Интерпретации
Согласно Толковой Библии под редакцией А. П. Лопухина, в притче говорится про Второе пришествие, которое будет предварено особыми знамениями. Лука описывает их близко к повествованию Марка.
Версия притчи в Евангелии от Луки отличается от тех, что изложены в Евангелиях от Матфея и Марка: в ней отсутствуют слова «при дверях» в конце фразы «Когда увидите это, знайте, что Царство Божье близко». Эта незначительная вариация редакции текста нередко приводит к многозначительным и, по мнению К.Бломберг, «невыразительным в своей надёжности» выводам исследователей. Так, Ч.Карстон полагает, что «Царство Божье теперь деэсхатологизируется в соответствии с общей тенденцией Луки воспринимать Царство как содержание евангельской проповеди, а не как подступившую вплотную реальность».